# Méréville (Essonne)
Méréville  [meʁevil] je francouzské město v departementu Essonne, v regionu Île-de-France, 62 kilometrů jihozápadně od Paříže.

## Geografie
Sousední obce: Monnerville, Saclas, Guillerval, Saint-Cyr-la-Rivière, Angerville, Estouches a Autruy-sur-Juine.

## Vývoj počtu obyvatel
Počet obyvatel

## Obyvatelé města
- Hubert Robert, malíř
- Alexandre de Laborde, archeolog a politik
- Blaise Cendrars, spisovatel
- Charles Baudry, politik
- Jean-Louis Bory, spisovatel
- Philippe Cara Costea, sochař

## Památky
- Château de Méréville, zámek z 18. století